# Victoriaville
Victoriaville (potocznie Victo) – miasto w Kanadzie, w prowincji Quebec, w regionie Centre-du-Québec i MRC Arthabaska. Ze względu na swoje znaczenie, miasto bywa nazywane stolicą Bois-Francs (od obszaru o tej nazwie).
W 1802 roku w miejscu dzisiejszego miasta powstał kanton Arthabaska. Pierwsi osadnicy pochodzący z Bécancour i Saint-Grégoire rozpoczęli kolonizację tych terenów w 1835. Pod dzisiejszą nazwą miasto zostało ustanowione w 1851.
Liczba mieszkańców Victoriaville wynosi 40 486. Język francuski jest językiem ojczystym dla 97,2%, angielski dla 0,7% mieszkańców (2006).

## Współpraca
Miejscowość partnerska:
- Namur, Belgia

## Sport
- Victoriaville Tigres – klub hokejowy